# Stepney Green (metrostation)
Stepney Green is een station van de metro van Londen aan de District Line en Hammersmith & City Line. Het metrostation, dat in 1902 is geopend, ligt in de wijk Stepney.

## Geschiedenis
Het station werd in 1902 geopend door de Whitechapel and Bow Railway , een samenwerking tussen de District Railway, de latere District Line, en de London, Tilbury and Southend Railway. De nieuwe spoorlijn verbond de District Railway in Whitechapel met de London, Tilbury en Southend bij Bow. De reizigersdienst werd geleverd door de DR die in 1905 overschakelde op elektrische tractie. In 1933 werd het openbaar vervoer in Londen genationaliseerd en kwamen de verschillende metrobedrijven in een hand. Het station kwam in verband met de betrokkenheid van een spoorwegmaatschappij niet in handen van de underground. 
De London Passengers Transport Board kwam met het New Works Programme om verbeteringen aan het metronet door te voeren. In 1936 werden de diensten van de Metropolitan Line ten oosten van Whitechapel doorgetrokken, deze oosttak is sinds 1988 als Hammersmith & City Line bekend.  De Britse spoorwegen werden in 1948 genationaliseerd en daarmee ook de W&BR, wat weg vrijmaakte voor de overdracht van het station aan London Underground in 1950.
De Hammersmith & City Line werd in 2009 permanent verlengd van Whitechapel naar Barking via Stepney Green in verband met de ombouwwerkzaamheden in Whitechapel ten behoeve van de Elizabeth Line.

## Inrichting
Het is een ondergronds station met twee perrons. De stationshal is bovengronds en via trappen verbonden met de perrons. De indeling en het ontwerp van het station zijn grotendeels ongewijzigd met veel originele kenmerken intact.

## Reizigersdienst
Stepney Green bedient samen met Mile End de Mile End-campus van Queen Mary, University of London bedient die tussen de stations ligt.

### Hammersmith & City Line
De normale dienst tijdens de daluren bestaat uit:
- 6 ritten per uur in oostelijke richting naar Barking
- 6 ritten per uur in westelijke richting naar Hammersmith via King's Cross en Wood Lane

### District Line
De normale dienst tijdens de daluren bestaat uit:
- 12 ritten per uur in oostelijke richting naar Upminster (op zondag rijden metro's afwisselend tot Barking)
- 3 ritten per uur in oostelijke richting naar Barking
- 6 ritten per uur in westelijke richting naar Ealing Broadway
- 6 ritten per uur in westelijke richting westwaarts naar Richmond
- 3 ritten per uur in westelijke richting naar Wimbledon

Tijdens de spitsuren rijden er meer metro's naar Wimbledon. Tijdens de daluren stoppen 3 treinen per uur vanuit Wimbledon in Barking (vanaf december 2014).

### Circle Line
Er is geen doorlopende dagdienst, maar er rijden voor 6.00 uur twee metro's van Barking naar Edgware Road via Victoria (vanaf februari 2015) 
- 2 ritten per dag westwaarts naar Edgware Road via Victoria

Hammersmith · 
Goldhawk Road · 
Shepherd's Bush Market ·
Wood Lane · 
Latimer Road · 
Ladbroke Grove · 
Westbourne Park · 
Royal Oak · 
Paddington · 
Edgware Road · 
Baker Street · 
Great Portland Street · 
Euston Square · 
King's Cross St. Pancras · 
Farringdon · 
Barbican · 
Moorgate · 
Liverpool Street · 
Aldgate East · 
Whitechapel · 
Stepney Green · 
Mile End · 
Bow Road · 
Bromley-by-Bow · 
West Ham · 
Plaistow · 
Upton Park · 
East Ham · 
Barking